# Parabaena
Parabaena é um género botânico pertencente à família Menispermaceae.

## Espécies
| - Parabaena amplifolia - Parabaena cincinnans - Parabaena denudata - Parabaena dielsii - Parabaena echinocarpa - Parabaena elmeri - Parabaena ferruginea - Parabaena heterophylla - Parabaena hirsuta - Parabaena megalocarpa | - Parabaena myriaditha - Parabaena myriantha - Parabaena oleracea - Parabaena philippinensis - Parabaena psilophylla - Parabaena racemosa - Parabaena sagittata - Parabaena scytophylla - Parabaena tuberculata |

1. ↑  «Parabaena — World Flora Online». www.worldfloraonline.org. Consultado em 19 de agosto de 2020